# Claduncaria
Claduncaria là một chi bướm đêm thuộc phân họ Tortricinae của họ Tortricidae.

## Các loài
- Claduncaria ochrochlaena Razowski, 1999
- Claduncaria rufochlaena Razowski & Becker, 2000